# Lac Kapituwestaweu
Le lac Kapituwestaweu est plan d'eau douce traversé par la rivière Jolliet (versant de la rivière Rupert), coulant dans Eeyou Istchee Baie-James (municipalité), en Jamésie, dans la région administrative du Nord-du-Québec, dans la province de Québec, au Canada.
La zone du lac est accessible par la route du nord (sens est-ouest) qui passe au nord-est du lac, ainsi qu'au nord-ouest.
La surface du lac Kapituwestaweu est habituellement gelée de la fin octobre au début mai, toutefois la circulation sécuritaire sur la glace se fait généralement de la mi-novembre à la fin d'avril.

## Géographie
Le lac Kapituwestaweu comporte une longueur de 8,1 km en forme de fer à cheval difforme, une largeur maximale de 2,0 km et une altitude de 224 m. Ce lac est alimenté par la décharge du lac Kamichisuchistunuch et par cinq décharges de lacs non identifiés.
Le lac Kapituwestaweu comporte une baie s'étirant sur 2,1 km vers le sud-ouest, au fond de laquelle se déverse le lac Kamichisuchistunuch. Une presqu'île s'étire vers du nord-est sur 3,3 km ; elle est alignée sur une autre presqu'île s'étirant sur 0,7 km vers le sud-ouest et rattachée à la rive opposée. Ces deux presqu'îles forment un détroit d'une largeur de 0,2 km au milieu et séparant le lac en deux. Une longue baie s'étend sur 3,3 km vers le sud-ouest jusqu'à l'embouchure du lac située au fond de la baie.
Les principaux bassins versants voisins du lac Kapituwestaweu sont :
- côté nord : rivière Pontax, rivière Wachiskw, rivière Enistuwach, rivière Chenukamisu ;
- côté est : lac Nemiscau, rivière Rupert, rivière Kawawakaschekau, rivière Nemiscau ;
- côté sud : lac Jolliet (rivière Jolliet), rivière Rupert, lac Nemiscau, rivière Broadback, lac Naquiperdu ;
- côté ouest : lac Kamichisuchistunuch, lac Namepi Amikap, lac Boisrobert, ruisseau Achistuskweyau, rivière Pontax, rivière Rupert, rivière Enistuwach.

L'embouchure du lac Kapituwestaweu est localisée à :
- 9,4 km au nord de l'embouchure du lac Jolliet (rivière Jolliet) ;
- 24,5 km de la confluence de la rivière Jolliet et de la Rivière Rupert ;
- 41,3 km au nord-est des Rapides Kaumwakweyuch où le pont de la route de la Baie James enjambe la rivière Rupert ;
- 126,5 km à l'est de la confluence de la rivière Rupert et la baie de Rupert ;
- 164,7 km à l'est de la « Pointe de la Fougère Rouge » qui s'avance vers le nord dans la baie James, presque à la limite du Québec et de l'Ontario[1].

À partir de l'embouchure du lac Kapituwestaweu, le courant coule sur 156,9 km jusqu'à la baie de Rupert, selon les segments suivants :
- 12,3 km jusqu'à l'embouchure du lac Jolliet (rivière Jolliet) ;
- 19,4 km vers le sud-ouest, jusqu'à la confluence de la rivière Jolliet et la rivière Rupert ;
- 21,6 km vers l'ouest, jusqu'aux Rapides Kaumwakweyuch où le pont de la route de la Baie James enjambe la rivière Rupert ;
- 103,6 km vers l'ouest, en empruntant la rivière Rupert, jusqu'à la baie de Rupert[1]

## Toponymie
Le toponyme "lac Kapituwestaweu" a été officialisé le 4 novembre 1982 par la Commission de toponymie du Québec, soit à la création de cette commission.